# قرية همبستيد (نيويورك)
قرية همبستيد (بالإنجليزية: Hempstead (village), New York)‏ هي منطقة سكنية تقع في الولايات المتحدة في مقاطعة ناسو، نيويورك. يقدر عدد سكانها بـ 53,891 نسمة ومساحتها 9.53 كم2 .

## أعلام
- تيم تيري
- ريموند باري
- إي. إتش هاريمان
- ناثانيل لورانس
- هيلاري ونايت
- روب مور